# Pažitka pobřežní
Pažitka pobřežní (Allium schoenoprasum, srov. maďarsky pázsit neboli pažit/trávník) neboli šnytlík (moravsky šnytlich, slezsky szńitloch – z německého Schnittlauch) je druh jednoděložné rostliny používané i jako zelenina z čeledi amarylkovitých. Z botanického hlediska patří do rodu česnek (Allium).

## Popis
Jedná se o vytrvalou trsnatou rostlinu, na bázi s poměrně malou cibulí, zpravidla do 1 cm v průměru. Stonek je gracilní, do asi ⅓ krytý pochvami listů, trubkovitý, dutý. Listy jsou jednoduché, přisedlé, s listovými pochvami a duté. Čepele jsou celokrajné, trubkovité, cca 2–6 mm v průměru, se souběžnou žilnatinou. Květy jsou oboupohlavné, ve vrcholovém květenství, jedná se o hlávkovitě stažený zdánlivý okolík, ve skutečnosti to je stažené vrcholičnaté květenství zvané šroubel (jinak také lichookolík). Květenství je podepřeno 2 listeny, které jsou vytrvalé, kopinaté až široce vejčité a přibližně stejné. Pacibulky v květenství chybí. Okvětí se skládá ze 6 okvětních lístků bledě nachové až fialové, vzácně bílé barvy. Kvete od května do srpna. Tyčinek je 6. Gyneceum je složeno ze 3 plodolistů, je synkarpní, semeník je svrchní. Plodem je tobolka.
V přírodě se můžeme setkat i s vizuálně podobnými druhy označovanými lidově jako „divoká pažitka“ – jedná se např. o česnek viničný, česnek ořešec nebo česnek planý.

## Původ a výskyt
Pažitka je cirkumboreální druh. Vyskytuje se přirozeně v Evropě včetně ČR, v Asii i v Severní Americe, na Sibiři i na Kamčatce, u kanadských jezer, kromě toho je na četných místech zplanělá z kultury. Zavlečena byla také do Jižní Ameriky nebo Tasmánie.
V ČR se přirozeně vyskytuje na vysokohorských prameništích v Krkonoších a v Hrubém Jeseníku. Dále jsou to i nížiny, podél některých řek v Čechách, např. u Labe, Vltavy, Berounky nebo Sázavy a také na vrchu Klíč u Nového Boru. Ale najdeme ji i jinde jako zplanělou ze zahrádek.

## Variabilita
Vysokohorské rostliny se trochu liší od nížinných, proto jsou někdy popisovány jako samostatný poddruh pažitka pobřežní horská či pažitka pobřežní sibiřská (Allium schoenoprasum subsp. alpinum, syn.: Allium schoenoprasum subsp. sibiricum). Nížinné byly popisovány jako pažitka pobřežní pravá (Allium schoenoprasum subsp. schoenoprasum, syn.: Allium schoenoprasum subsp. riparium). Ale rozdíly jsou dost malé, proto někteří botanici taxonomickou hodnotu těchto subspecií zpochybňují.

## Karyologie
2n=16 (diploid), vzácněji 2n=32 (tetraploid)

## Využití a obsahové látky
Pažitka je oblíbenou naťovou zeleninou i okrasnou rostlinou a její užití je známé již z doby před Kristem v Asii, Egyptě a později i starověkém Římě. Celá rostlina je jedlá, květy se pak dají využívat i ozdobně do suchých vazeb. Listy pažitky jsou zdrojem vitamínu C (až 100 mg ve 100 g čerstvé hmoty; většinou se množství pohybuje mezi 56 až 66 mg ve 100 g čerstvé hmoty), dále obsahují provitamín A, vitamín B2, silici se sírou (typické pro rostliny rodu Allium), minerální látky (soli vápníku, fosforu, draslíku, železa aj.). Množství obsahových látek je v sezónně proměnlivé, vyšší hodnoty vitaminu C byly zjištěny u mladých listů na začátku sezóny. Má cibulové aroma způsobené organickými sloučeninami síry typickými pro druhy rodu Allium, které jsou známé i protizánětlivými účinky.

### Využití v gastronomii

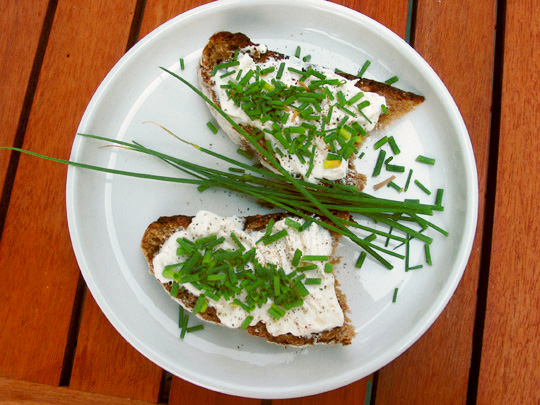
Chléb zdobený pažitkou

Používá se čerstvá, nedoporučuje se v sušeném stavu, protože ztrácí skladováním své aroma. Lepší je pažitku skladovat zmraženou (nebo pouze udržovat při bodu mrazu), což prodlužuje životnost obsažených živin. V kuchyni má široké použití. Ochucují se jí soli, másla, sýry, omáčky nebo polévky. Výborně chutná nasekaná do salátů či vaječných jídel, kde může nahradit cibuli, která má mnohem dominantnější chuť i vůni, ale i houbových pokrmů. Přidává se i k lehkým rybím specialitám. Pro svou zelenou barvu bývá nejen kořením, ale i ozdobou jídel na talíři.

### Význam ve včelařství
Pažitka je výborná nektarodárná i pylodárná rostlina. Význam jako zdroj snůšky včel má však jen tam, kde se pěstuje hromadně. Nektarium pažitky vyprodukuje za 24 hodin 1,1 mg nektaru s cukernatostí 45–51 %. Cukerná hodnota, tedy množství cukru vyprodukovaného v květu za 24 hodin, je 0,53–0,56 mg. Pylové rousky jsou nafialovělé. Druhové medy pažitky pobřežní nejsou známy.

## Pěstování
V polní kultuře pěstujeme pažitku ze sazenic předpěstovaných brzy na jaře v pařeništi, které vysazujeme po několika do sponu 0,5 × 0,15 m. V průběhu vegetace několikrát sklízíme seřezáváním listy, když dosáhnou délky 15 cm. Kulturu udržujeme nejdéle 3 roky, v posledním roce používáme celé rostliny k rychlení v hrnkách. Rozmnožuje se ze semen, ale klíčí pomalu, proto se typicky množí nepohlavně rozsazováním cibulek z narostlých trsů. Pažitka nevyžaduje větší množství živin a není třeba pravidelné hnojení. Vyhovují jí slunná stanoviště a snáší sušší místa, ale preferuje pravidelnou zálivku. V chladnějším klimatu je možné ji úspěšně využít i do tzv. zelených stěn tvořených z živých rostlin.

## Galerie

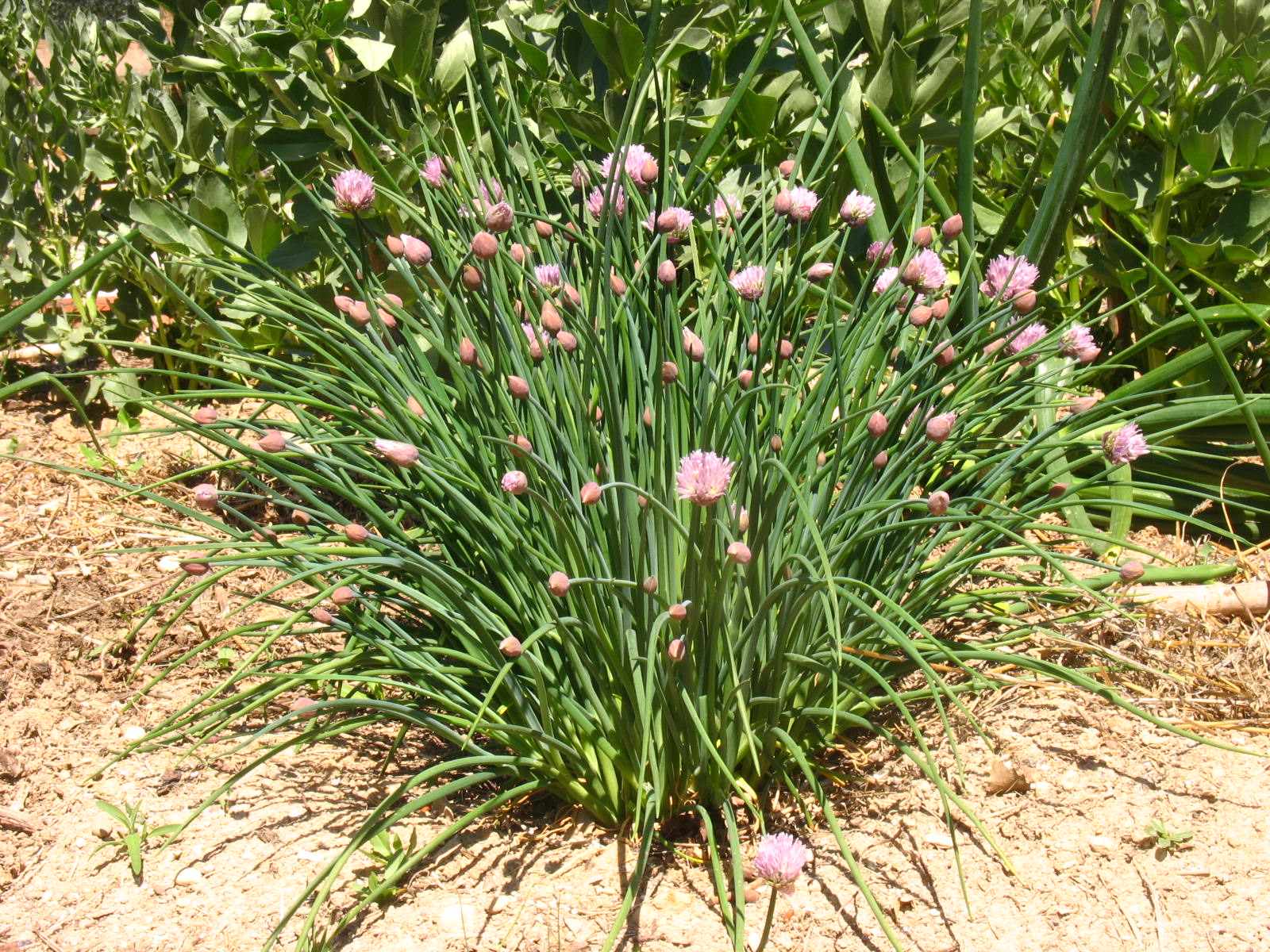
Kvetoucí rostlina
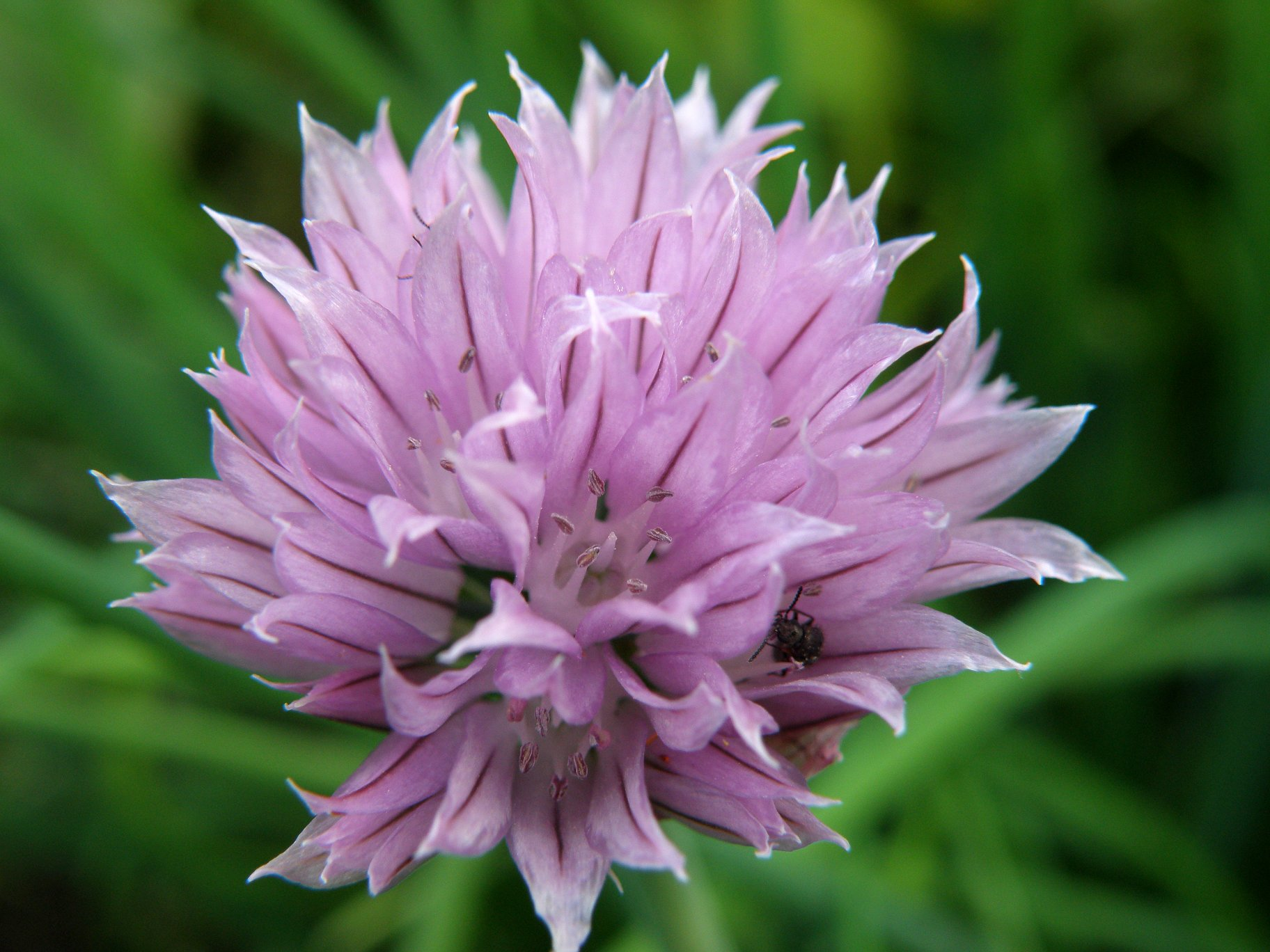
Detail květu pažitky
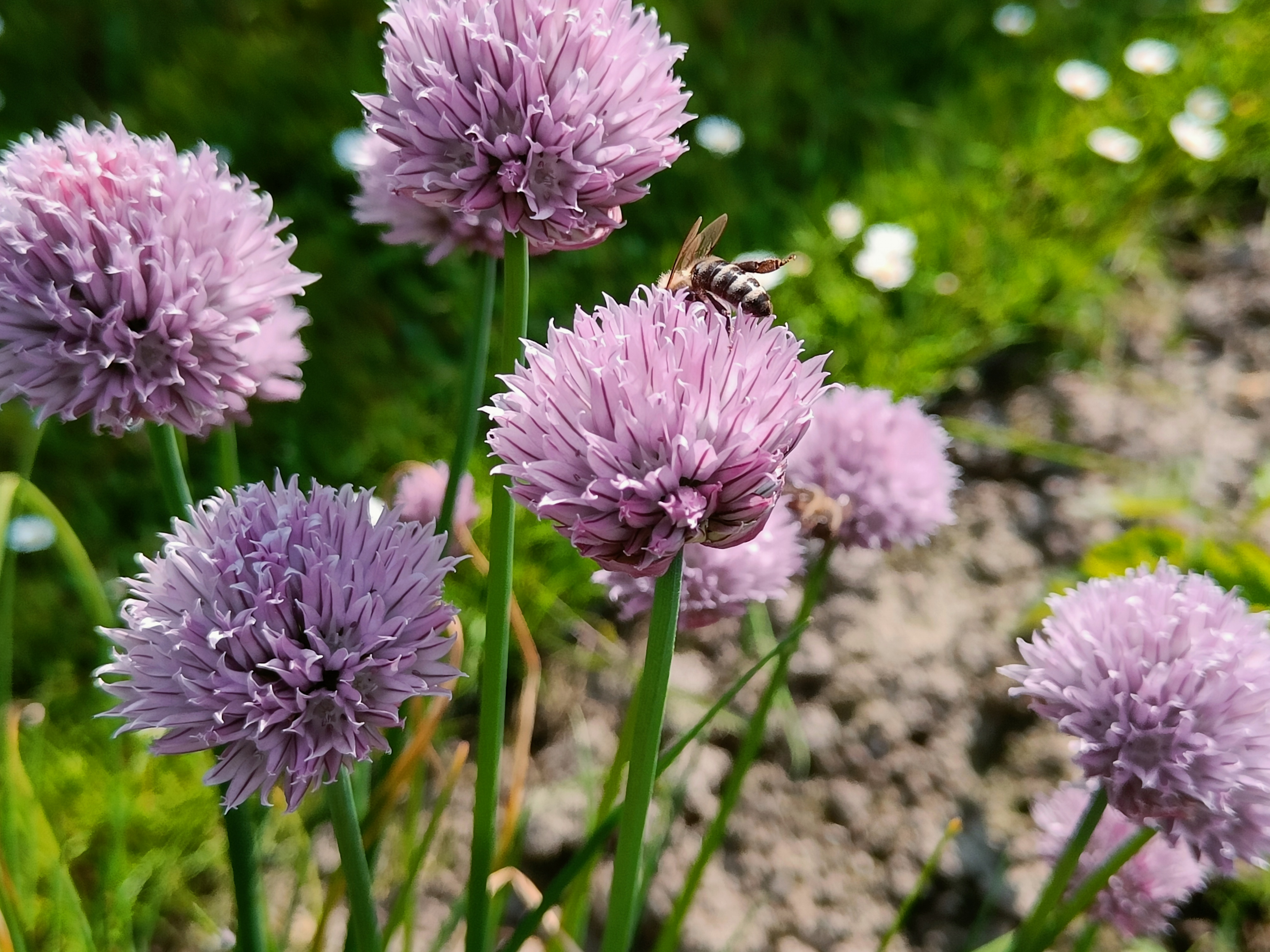
Detail květů pažitky
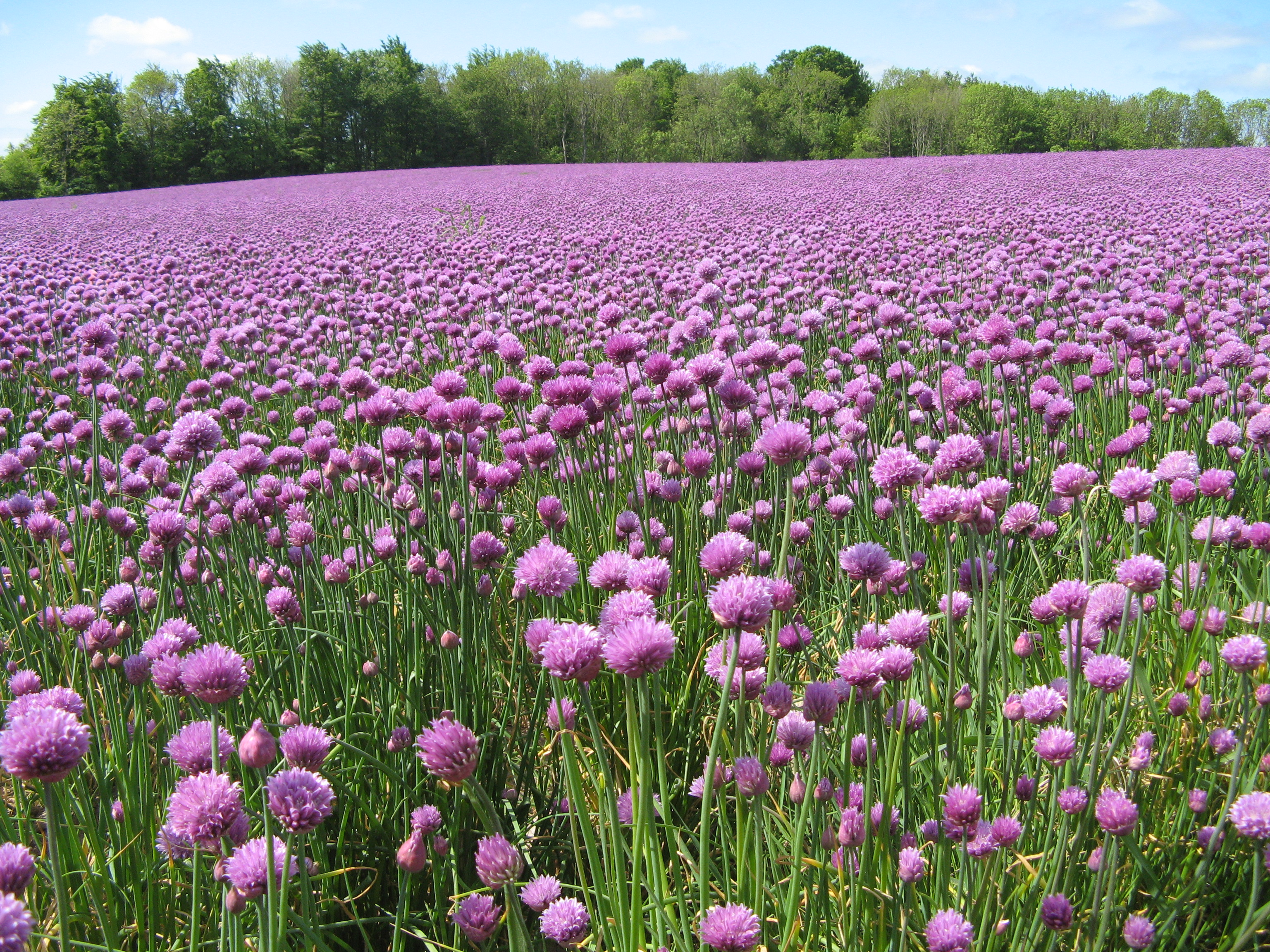
Pole s pěstovanou pažitkou
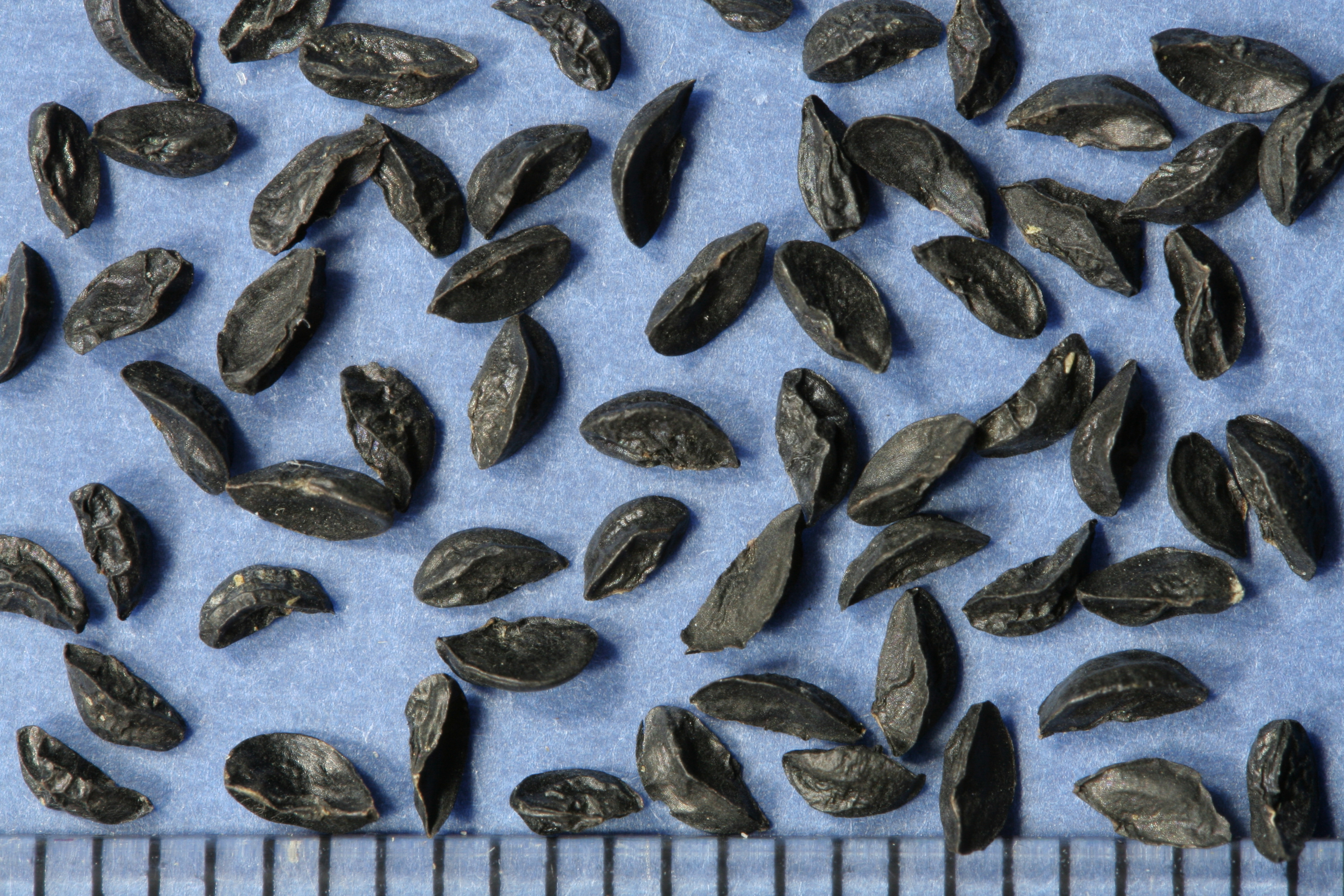
Semínka pažitky